# Tavukçukuru, Bergama
Tavukçukuru là một xã thuộc huyện Bergama, tỉnh İzmir, Thổ Nhĩ Kỳ. Dân số thời điểm năm 2010 là 385 người.